# Chreomisis flava
Chreomisis flava är en skalbaggsart som beskrevs av Stefan von Breuning 1956. Chreomisis flava ingår i släktet Chreomisis och familjen långhorningar.
Artens utbredningsområde är Sarawak. Inga underarter finns listade i Catalogue of Life.